# 니콜라스 베르톨로
니콜라스 산티아고 베르톨로(스페인어: Nicolás Santiago Bertolo, 1986년 1월 2일 ~ )는 아르헨티나의 축구 선수로서, 포지션은 윙어이다. 현재 아르헨티나 프리메라 디비시온 CA 반피엘드에서 활약하고 있다.

## 축구인 경력

### 선수 경력
아르헨티나의 명문 클럽 보카 주니어스의 유소년 팀에 소속되어 활약하다 2006년 1월 10일 프로 무대 데뷔전을 치렀다. 이후 팀의 2007년 코파 리베르타도레스 우승에 기여하였고 2008년 우루과이의 클럽 나시오날에 임대 이적하여 잠시 활약하였다.
2009년 7월 20일 반필드에서 팔레르모로 이적하였다. 안토니오 노체리노, 파비오 리베라니 등의 서브 역할로 1시즌 간 활약한 후 레알 사라고사로 임대 이적하였다. 사라고사에서 36경기에 출전하여 5골을 기록하며 준수한 활약을 펼친 후 팔레르모로 복귀하였다. 2011년 11월 21일 칼리아리와의 경기에서 팔레르모에서의 첫 골을 성공시켰다.

### 국가대표 경력
2011년 6월 나이지리아와의 경기에 출전하여 A매치 데뷔전을 치렀다.